# Vergine in trono e santi
La Vergine in trono e santi è un dipinto a tempera su tavola (282x205 cm) di Luca Signorelli, firmato e datato 1491, e conservato nella Pinacoteca e museo civico di Volterra.

## Storia
Nel 1490-1491 Signorelli, protetto dei Medici, si trovava a Volterra, città sotto il dominio fiorentino al centro di importanti interessi strategici per la vicinanza a Pisa e a Siena. Qui l'artista firmò, oltre alla Vergine in trono e santi, un'Annunciazione, dipingendo anche una pregevole Circoncisione di Cristo.

## Descrizione e stile
La tavola è una sacra conversazione, ispirata da analoghe opere di area veneziana, come la Pala di San Cassiano di Antonello da Messina e le sue derivazioni di Giovanni Bellini e altri, come dimostra il telo verde appeso dietro al trono di Maria, al posto della spalliera, che ha una continuazione nel tappeto di broccato ai piedi della Vergine. Stessa origine ha il cartellino appeso al centro con la firma dell'artista, un motivo derivato dall'arte fiamminga reso popolare dagli artisti padovani e da quelli dell'ampia area da essi influenzata.
La scena è organizzata su due registri: quello superiore, attorno alla Vergine col bambino benedicente, coi santi Giovanni Battista, Pietro, due francescani (forse Antonio da Padova e Francesco ma senza le stimmate) e due piccoli angeli ai lati. I santi della parte superiore sono dipinti in maniera piuttosto sbrigativa, forse con l'intervento della bottega o comunque senza grande impegno. Fa eccezione san Pietro, monumentale al pari di una scultura, con un ampio e pesante panneggio dall'effetto "bagnato", alla Verrocchio.
Più curati sono quelli in primo piano, nel registro inferiore, accovacciati e dediti alla scrittura: un vescovo e san Girolamo. Girolamo in particolare assomiglia molto, nella fisionomia e nell'abito, a quello del Ghirlandaio in Ognissanti a Firenze. Le due figure creano una piramide che ha come vertice la testa di Maria.
Di notevole suggestione archeologica è il fregio con la Centauromachia alla base del trono, che cita un celebre sarcofago romano rinvenuto ai primi del Quattrocento a Cortona e oggi custodito nel Museo diocesano.